# Kalditsch

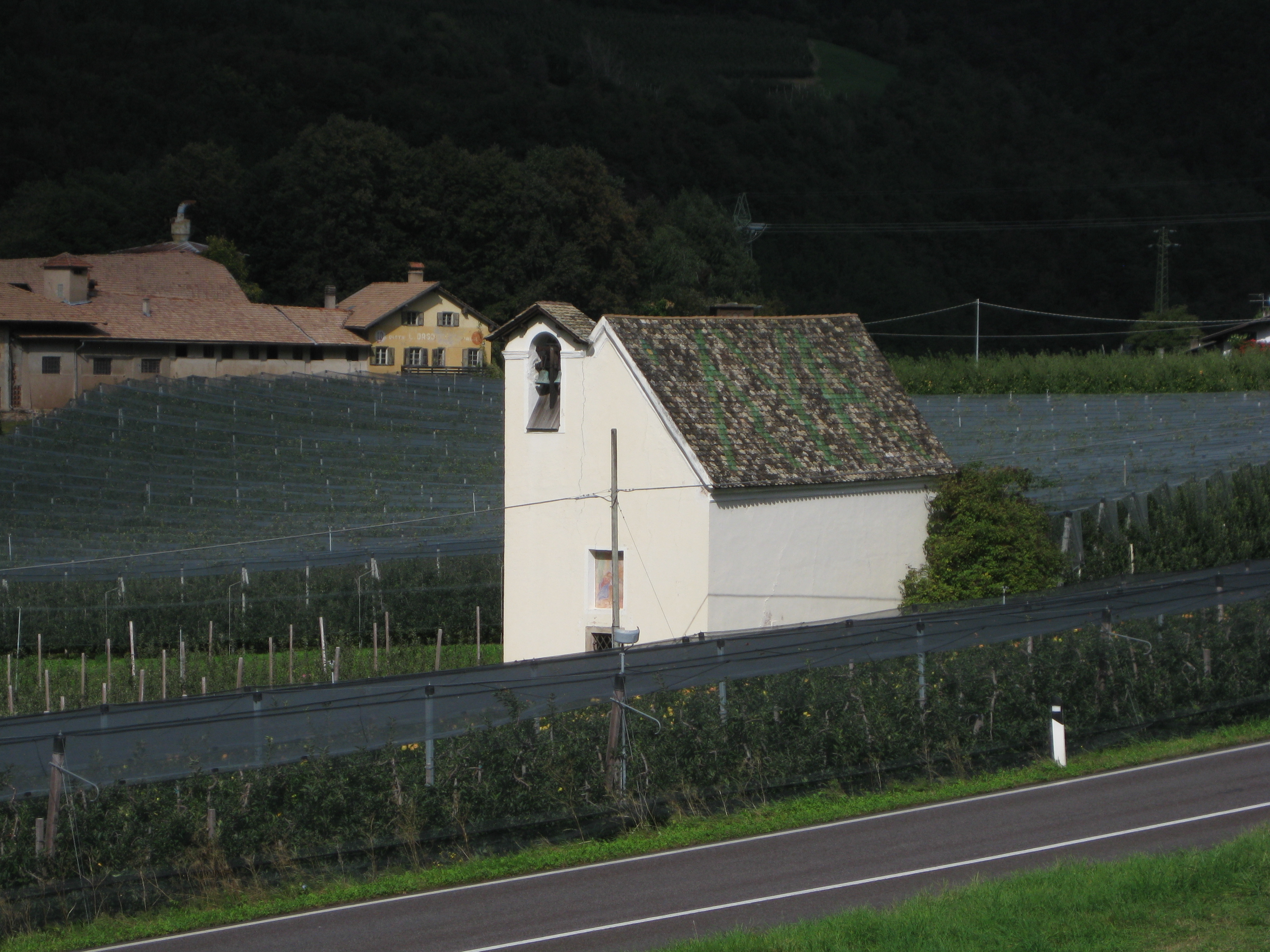
Die Loretokapelle in Kalditsch

Kalditsch ([kalˈdɪtʃ]; italienisch Doladizza) ist eine Fraktion der Gemeinde Montan in Südtirol. Die in Höhenlagen zwischen 550 und 750 m gelegene Streusiedlung befindet sich auf der orographisch linken, östlichen Seite erhöht über dem Etschtal im Südtiroler Unterland. Sie nimmt dort unter dem Cisloner Berg eine weitläufige Geländeterrasse ein, die nordseitig steil zum Holental abfällt.
Das markanteste Gebäude in dem von verstreuten Gehöften geprägten Gebiet ist die Loretokapelle, die in den Jahren 1691–1697 errichtet wurde. Für den Kraftverkehr ist Kalditsch in erster Linie durch die SS 48 erschlossen. Bis 1963 bestand hier auch ein Bahnhof der Fleimstalbahn.

## Geschichte
Eine Siedlung ist seit dem 13. Jahrhundert bezeugt. Ersturkundlich wird Kalditsch im Jahr 1234 als versus Doladiciam bzw. in capite Doladice im Kontext einer Grenzbereinigung zwischen der Pfarre Enn-Neumarkt und der Generalgemeinde Fleims genannt. Aus dem Jahr 1427 ist mit Ulricus de Calditsch der heutige Ortsname überliefert.
Über bedeutenden Grundbesitz und Rechte im spätmittelalterlichen Kalditsch verfügten die habsburgisch-tirolischen Landesfürsten. Im Gesamturbar von 1412 werden im Abschnitt, der den casten Enne betrifft, zahlreiche örtliche Hofstellen zu Galditsch aufgeführt, die an die landesfürstliche Kammer zinsen.